# 엘파라이소주

엘파라이소 주의 위치

엘파라이소주(스페인어: El Paraíso)는 온두라스 남동부에 위치한 주로 주도는 유스카란이며 면적은 7,218km2, 인구는 383,565명(2005년 기준)이다. 주 이름은 스페인어로 "천국"을 뜻한다. 1878년 테구시갈파 주에서 분리되어 신설되었으며 19개 지방 자치체를 관할한다. 남쪽으로는 니카라과와 국경을 접한다.